# 佐野實
佐野 實（さの みのる、1926年6月10日 - 2012年5月8日）は日本の実業家。医療機器・ガラス製品メーカーであるニプロの創業者であった。

## 来歴
山梨県出身。東海科学専門学校（現・東海大学）を経て1954年にニプロの前身である精密機械会社「日本硝子商事」を設立。その後一代で医療機器・医薬品へ進出するなど順調に事業を拡大していき、1992年には東証一部へ上場させるなど経営者として成功を収めた。
ニプロで得た利益を地元・山梨へ還元し、母校である身延高校に対しては室内野球練習場建設の資金を提供、山梨に誕生したプロサッカークラブ・ヴァンフォーレ甲府へはNIPROロゴをユニフォームの胸スポンサーとして掲出し支援を行った。
また、大阪山梨県人会の会長を務め、センバツ高校野球大会や夏の高校野球大会で山梨県の公立高校が出場する際には甲子園球場を訪れ応援する姿が見られた。なお、自身は関西を活動拠点にしていることから小林一三同様甲州財閥には含まれない。日中経済協会の常務理事も務めた。